# Цензура
Вижте пояснителната страница за други значения на Цензура.
Цензурата (на латински: censura) е потискане и контрол върху словото, публичното общуване или други форми на човешката изява, въз основа на това, че такива форми се считат за неприемливи, вредни, чувствителни или политически неправилни или неудобни. В повечето случаи, макар и невинаги, тя се упражнява от държавни институции.
Мотивът за прилагане на цензура най-често е подобряването или стабилизирането на обществото. Цензурата обикновено се отнася за публичното поведение, като формално се изразява в криминализиране на определени изяви. В по-общ смисъл като цензура се определя и неформалното изключване на определени идеи или форми на изразяване от масовите комуникации. Обектът на цензурата може да варира от определени думи до цели концепции. За една от най-негативните ѝ форми се смята автоцензурата.

## Вижте още
- Цензура на интернет